# Miskolczi Ibolya Kitti
Miskolczi Ibolya Kitti  (Szentes, 1994. szeptember 8. –) válogatott magyar vízilabdázónő.
Szentesen kezdett vízilabdázni. 2010 novemberében bekerült a válogatott bő keretébe. 2010-ben bronz-, 2011-ben ezüstérmes volt az U17-es Európa-bajnokságon. 2012-ben a LEN-kupa elődöntőjéig jutott a Szentessel. Ugyanebben az évben ezüstérmet nyert az U19-es Eb-n és az U18-as világbajnokságon. A 2013-as női vízilabda-világligán a negyedik helyezett csapat tagja volt. A 2013–2014-es szezonban a Dunaújvárosban szerepel. A 2013-as női vízilabda-világbajnokságon bronzérmet szerzett. A junior világbajnokságon hatodik helyezést ért el.
2014 júliusában visszaigazolt a Szenteshez. Csapatával 2015-ben második lett a magyar bajnokságban.

## Díjai, elismerései
- Szalay Iván-díj (2013)